# 武装警察第41師団
武装警察第41師団（武警第41师）は、中国人民武装警察部隊の師団の1つ。

## 歴史
太岳軍区第1軍分区新編第7団、第2軍分区警衛団、第4軍分区独立第1旅から編成された太岳軍区第22旅を前身とする。
- 1948年2月14日 - 中原野戦軍第4縦隊第11旅及び第22旅と淮海戦役中に起義した国民党第110師から第14軍が編成され、第22旅は第41師に改称された。師長査玉昇、政治委員丁荣昌
- 1949年 - 第14軍第41師編成
- 1996年 - 武警第41師に改編

## 編制
- 第122連隊（8751部隊） - 雲南省箇旧
- 第123連隊（8752部隊） - 雲南省通海
- 第124連隊（8753部隊） - 雲南省蒙自
- 第714連隊（8754部隊） - 雲南省蒙自